# Akebia pięciolistkowa
Akebia pięciolistkowa (Akebia quinata) – gatunek pnącza z rodziny krępieniowatych (Lardizabalaceae). W stanie naturalnym występuje w Chinach, Japonii i Korei. Akebia użytkowana jest jako roślina lecznicza w Chinach oraz uprawiana jest jako roślina ozdobna w Europie środkowej, w Nowej Zelandii oraz w południowo-wschodnich Stanach Zjednoczonych. Wszędzie tam też dziczeje. W Polsce można ją znaleźć w krajobrazach miejskich, ogrodach przydomowych oraz ogrodach dendrologicznych.
W Stanach Zjednoczonych uznawana za roślinę inwazyjną, mogącą wypierać rodzime gatunki w siedliskach leśnych.

## Morfologia
PokrójPnącze o częściowo zdrewniałych pędach silnie owijających się wokół podpór. Pędy są szarobrązowe. W warunkach naturalnych dorastają do 12 metrów.
LiścieLiście palczasto złożone z 5 zielonych i ciemnozielonych, owlano-eliptycznych listków.
KwiatyKwiaty drobne słabo pachnące, o barwie jasnopurpurowej lub purpurowozielonej, zebrane w grona.
OwocOwoce znajdują się w podłużnych, mięsistych mieszkach z licznymi nasionami.

## Uprawa
Gleba przepuszczalna, okresowo sucha. Stanowisko zachodnie lub północne.

## Zastosowanie
Roślina jadalna. Owoce mają właściwości moczopędne, przeciwzapalne i przeciwbólowe. Wykorzystywana w medycynie naturalnej w zaburzeniach laktacji. Łodyga zawiera dużą ilość soli potasowych. W Chinach owoce stanowią przysmak. Osłonki owoców bogate są w saponiny i flawonoidy. Wykorzystuje się je w chińskiej medycynie ludowej.

## Odmiany
Odmiany akebii pięciolistnej:
- 'Alba' – białe kwiaty, owoce biało-zielone
- 'Rosea' – biało-różowe kwiaty
- 'Silver Bells' – białe kwiaty z różowo-purpurowym pręcikiem (męskie), jasnoróżowo-purpurowe z ciemnoczekoladowym słupkiem (żeńskie)
- 'Variegata' – jasnoróżowe kwiaty, liście pokryte białymi plamkami

## Galeria

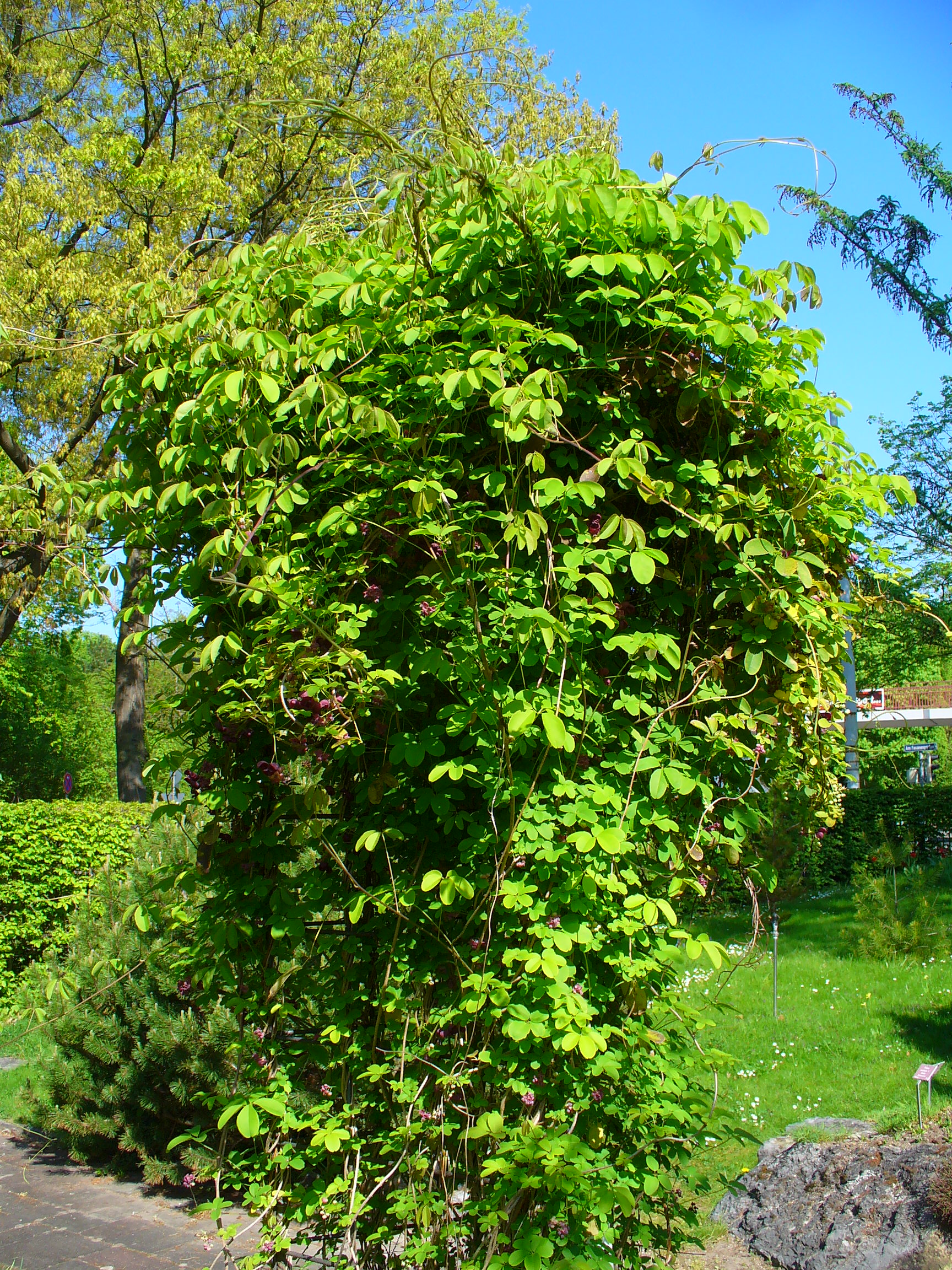
Pokrój akebii pięciolistkowej
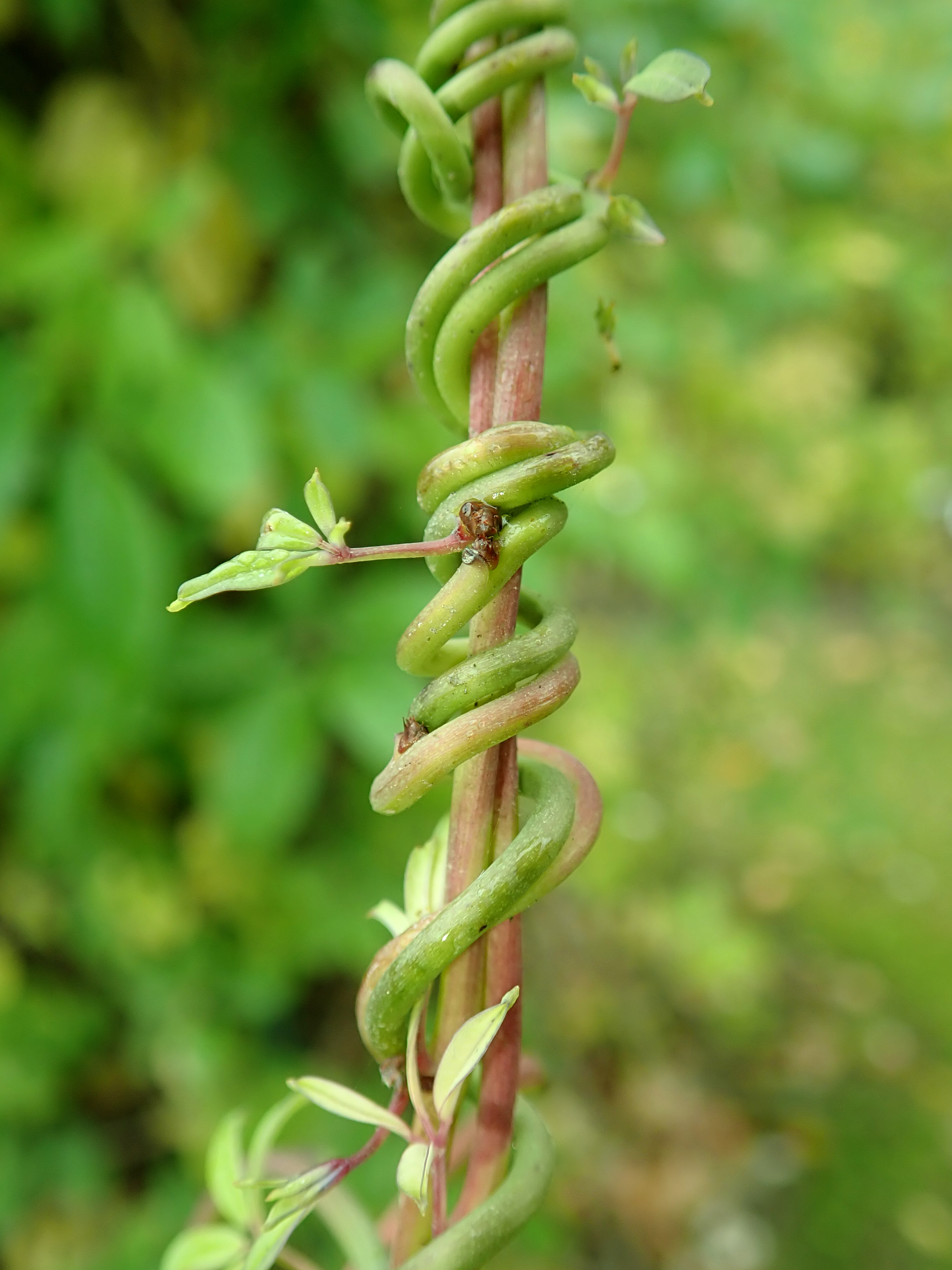
Łodyga
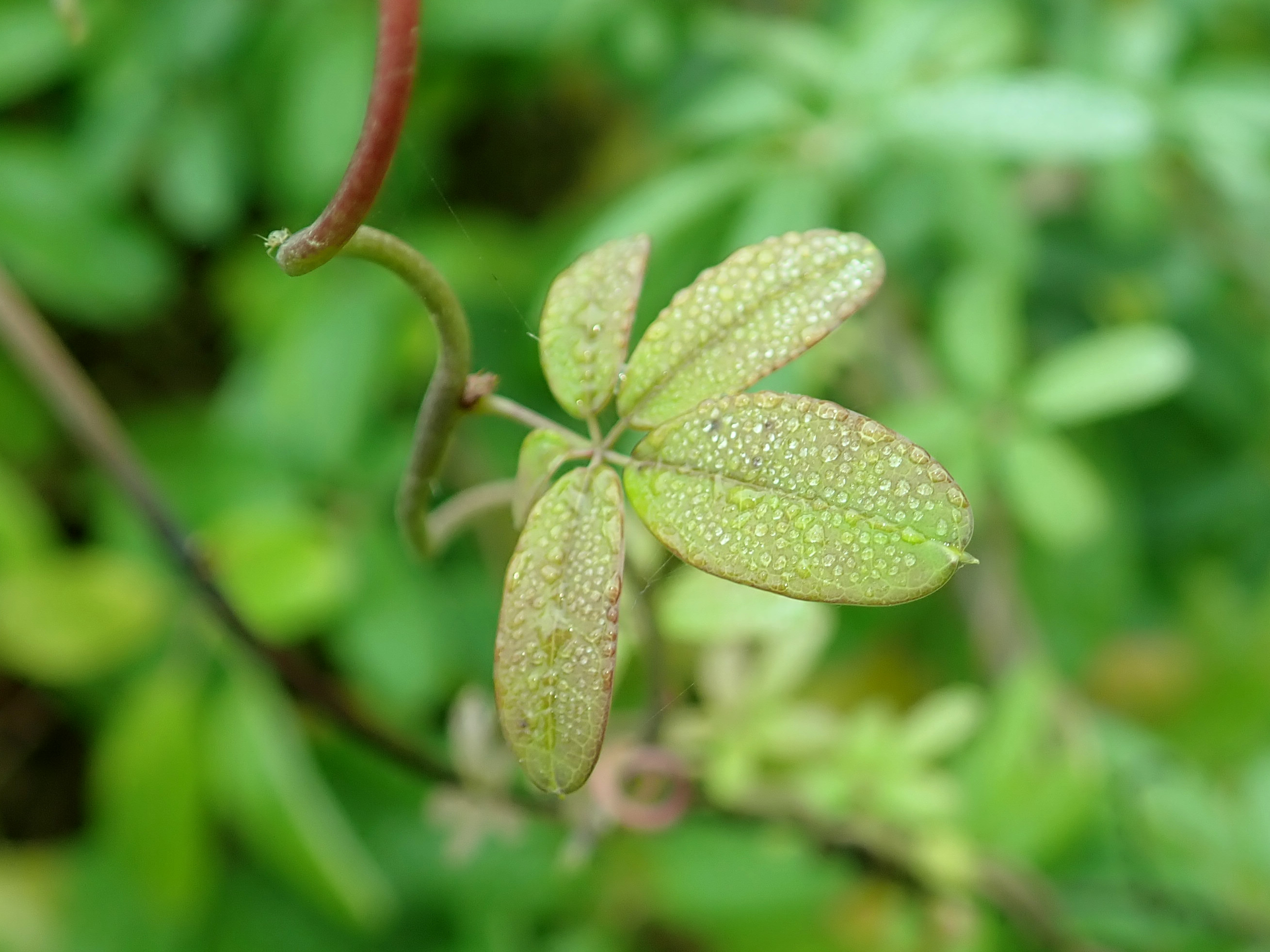
Liść
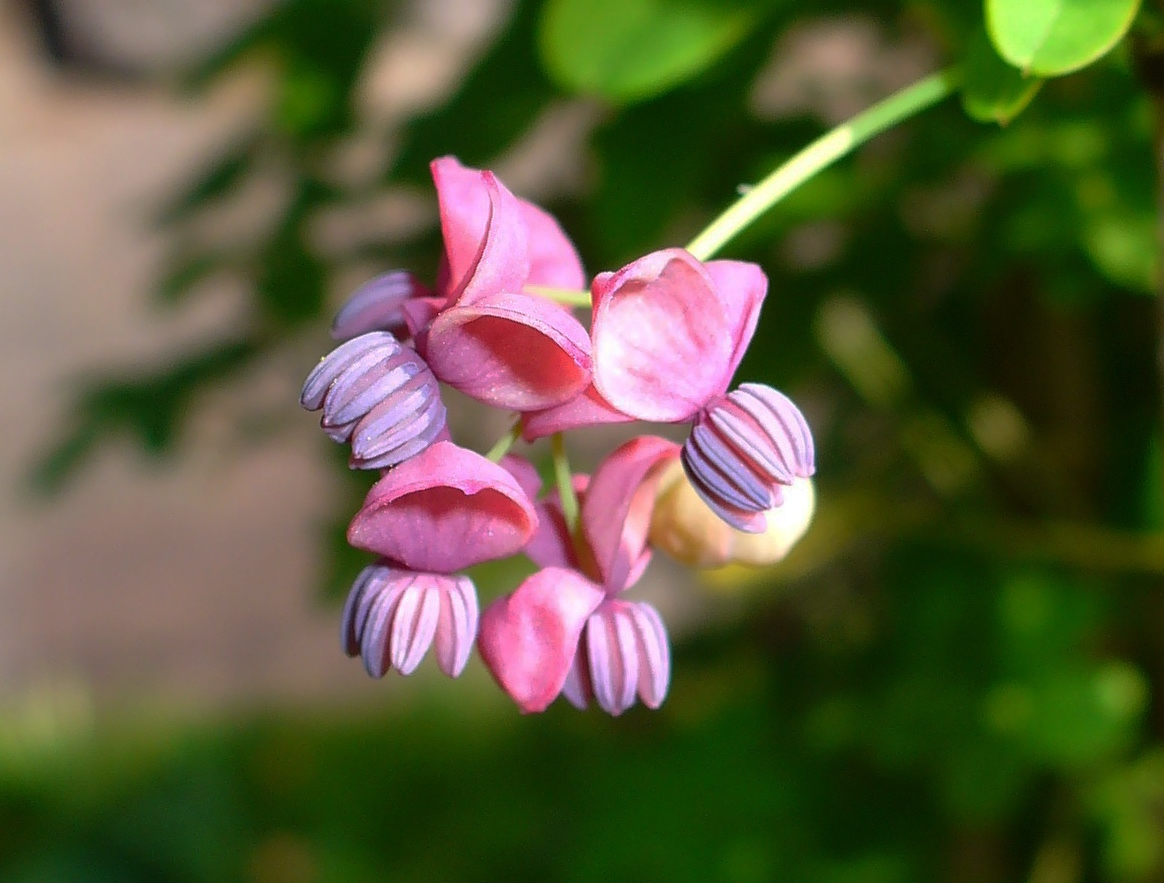
Kwiatostan
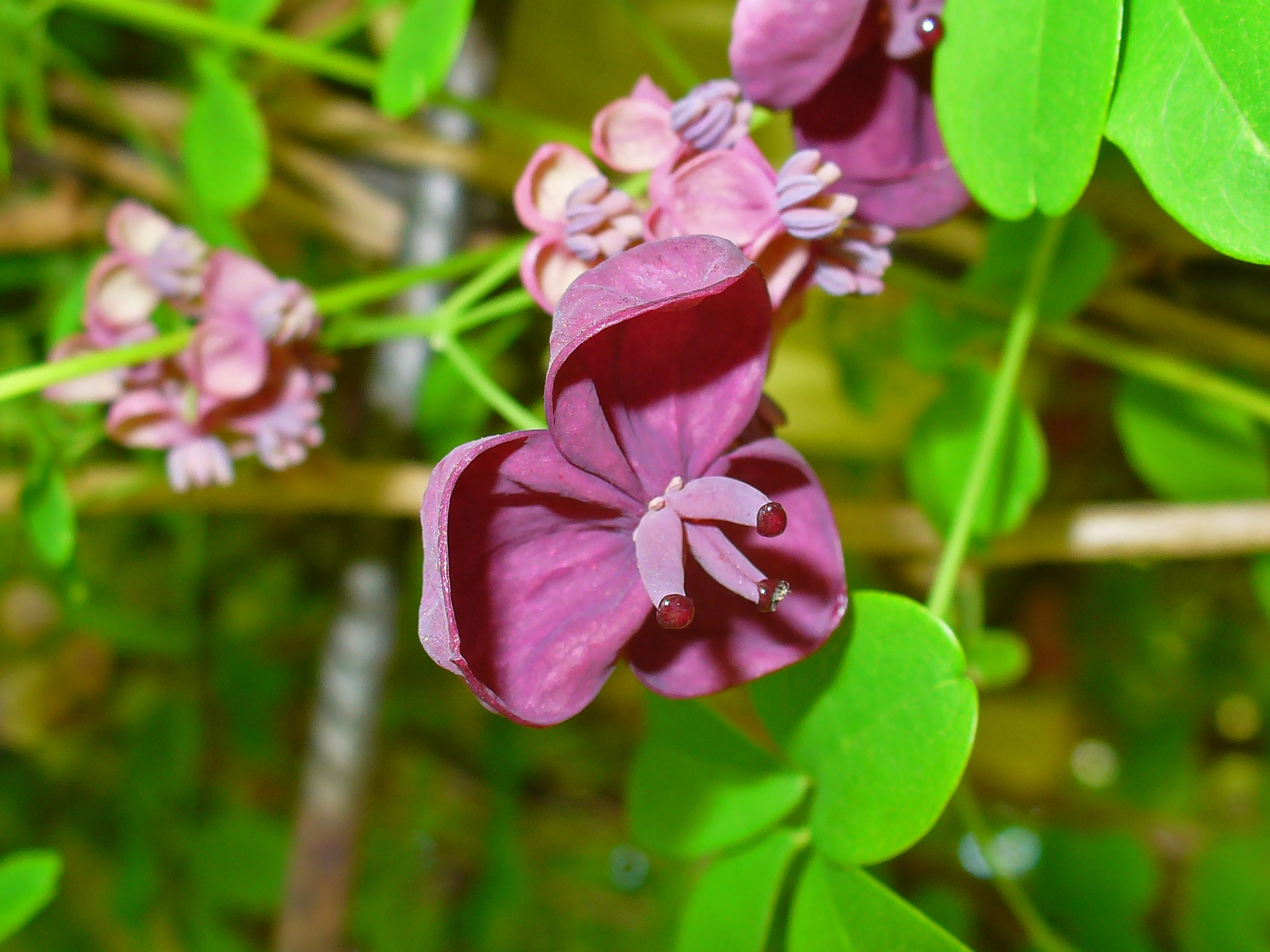
Kwiat
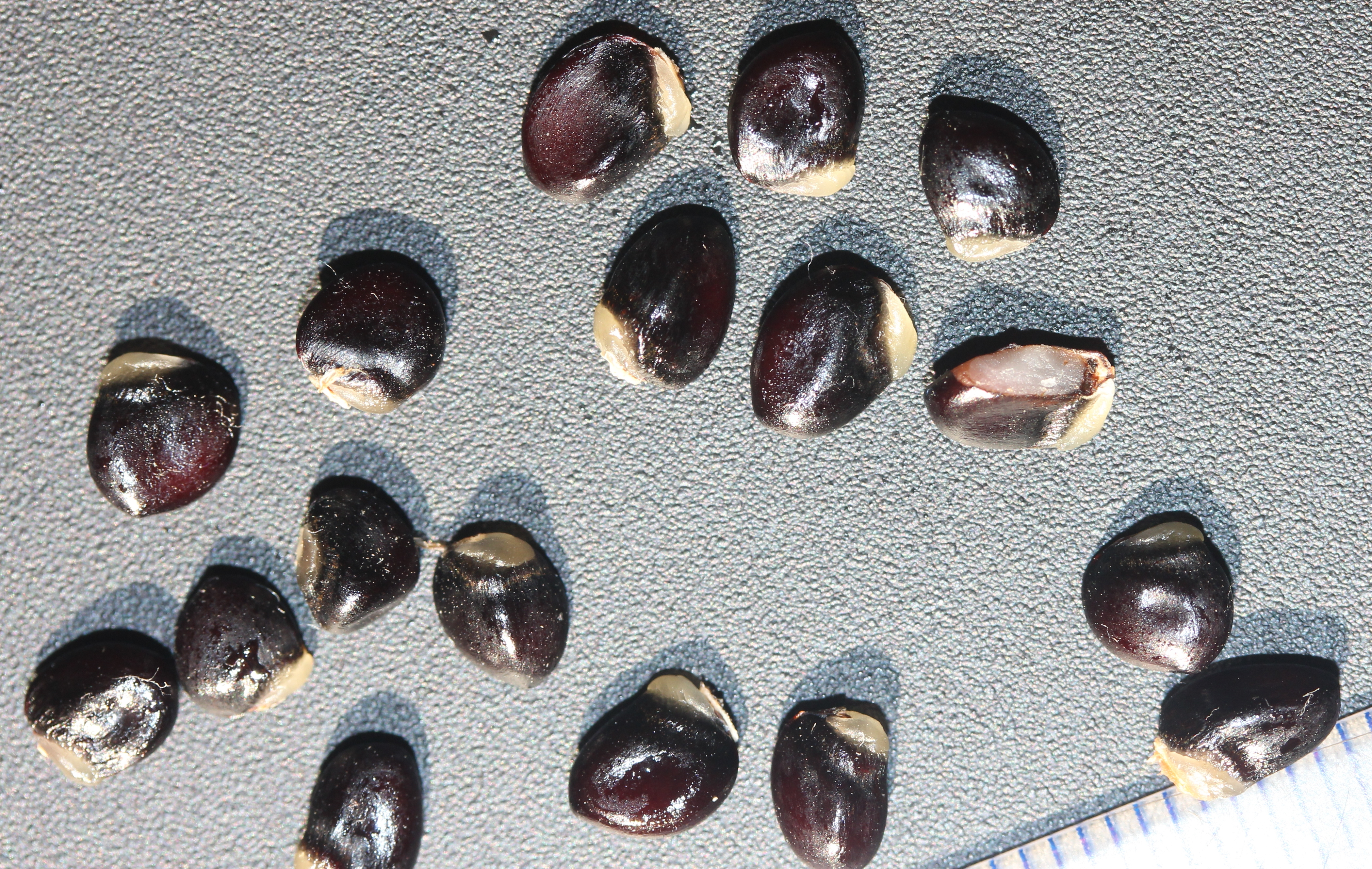
Nasiona